# Compagnie des chemins de fer du Midi et du Canal latéral à la Garonne
La Compagnie des chemins de fer du Midi et du Canal latéral à la Garonne — abbreviata in Compagnie du Midi — fu una compagnia ferroviaria privata francese che esistette a cavallo tra il XIX e il XX secolo, e che fu assorbita per nazionalizzazione dalla Société nationale des chemins de fer nel 1938.
La Compagnie du Midi, l'unica delle sei grandi compagnie ferroviarie francesi dell'epoca a non avere un collegamento diretto con Parigi, serviva il sud-ovest del Paese, nella zona tra la Garonna e i Pirenei, e nel suo periodo di massima estensione poté vantare una rete di circa 4.300 chilometri; nel 1934 si fuse con la Compagnie du chemin de fer de Paris à Orléans (PO) e il nuovo consorzio assunse il nome Midi-PO; nel 1938, nel quadro di nazionalizzazione dei trasporti ferroviari in Francia, l'intera azienda fu inglobata nella neoistituita SNCF.

## Storia
La compagnia fu fondata nel 1852 dai fratelli Pereire, industriali e finanzieri francesi d'origine portoghese; in tale anno giunse anche la concessione della linea ferroviaria Bordeaux-Sète la cui prima tratta, fino a Tolosa, fu ultimata nel 1856. e completata, via Narbona, nel 1857.
Quest'ultima tappa mise la compagnia in concorrenza col trasporto fluviale del Canal du Midi, che nel 1858 fu affittato per la navigazione.

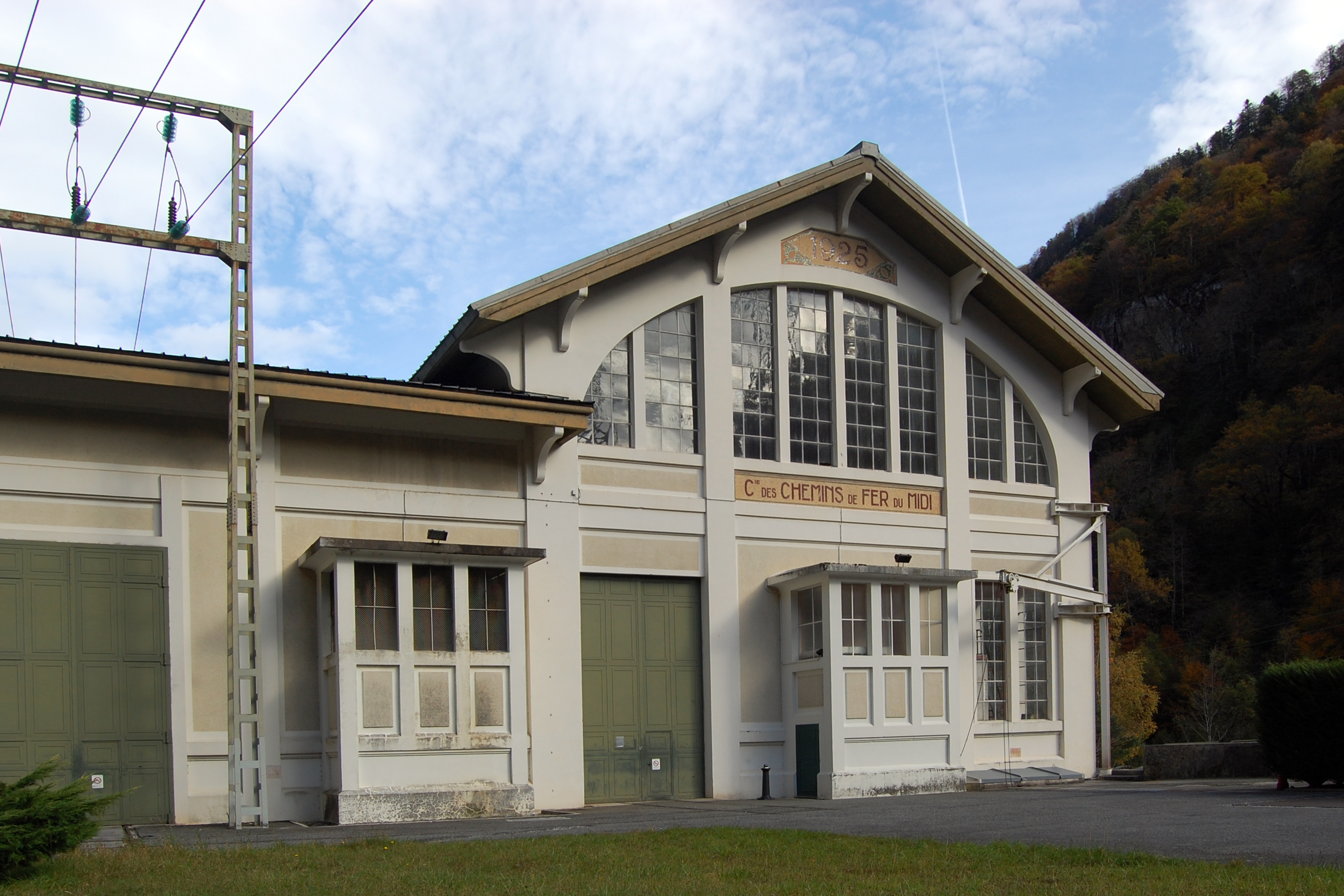
Sottostazione elettrica della CF du Midi presso Artouste

Fu solo il primo di una serie di collegamenti nel sud-ovest francese, cui fecero presto seguito la Bordeaux-Bayonne e la Narbona-Perpignano.
Nel 1859, in occasione del soggiorno termale di Napoleone III ed Eugenia a Saint-Sauveur, i fratelli Pereire inaugurarono anche il prolungamento della linea a Tarbes.
Ormai in espansione, la Compagnie du Midi acquisì nel 1884 la Compagnie du chemin de Fer de Perpignan à Prades, linea che fu prolungata successivamente fino a Villefranche-de-Conflent e alla località termale di Vernet-les-Bains.
A partire dal 1909 la Compagnie du Midi iniziò il suo programma d'elettrificazione (il che comprendeva la messa in opera di impianti di produzione e distribuzione di energia elettrica e l'appalto di locomotori elettrici); la scelta fu obbligata perché la compagnia non aveva accesso né alla Capitale né ai principali centri di produzione del carbone; al contrario, la vicinanza dei Pirenei favoriva l'installazione di centrali idroelettriche.
La scelta si rivelò vantaggiosa soprattutto alla luce della penuria di carbone durante la Grande Guerra.
Per alimentare la linea fu adottato il sistema a corrente alternata monofase (il trifase fu giudicato troppo complesso) alla tensione di 12 Kv con la frequenza di 16⅔ Hz e la prima tratta sperimentale fu la Perpignano-Villefranche-de-Conflent, linea che in tale configurazione rimase in esercizio fino al 1971.
Nel 1920, dopo la guerra, il Governo francese impose ai gestori di linea di cambiare l'alimentazione dai 12 kV alternati ai 1.500 volt continui su pressione dell'Esercito, che voleva evitare che le linee potessero essere usate dai mezzi ferroviari tedeschi.
Nel 1934 si fuse con la Chemin de Fer de Paris à Orléans divenendo Chemin de Fer de Paris à Orléans et du Midi (PO-Midi).
Nel 1938 infine confluì nella nuova SNCF in seguito alla nazionalizzazione delle ferrovie francesi.

## La rete ferroviaria

### Linea Bordeaux — Sète
| Data            | Tratta                     | Lunghezza |
| --------------- | -------------------------- | --------- |
| 31 maggio 1855  | Bordeaux — Langon          | 42 km     |
| 4 dicembre 1855 | Langon — Tonneins          | 54 km     |
| 29 maggio 1856  | Tonneins — Valence d'Agen  | 65 km     |
| 30 agosto 1856  | Valence d'Agen — Montauban | 45 km     |
| 30 agosto 1856  | Montauban — Tolosa         | 46 km     |
| 2 aprile 1857   | Tolosa — Sète              | 219 km    |
| 1º luglio 1858  | Raccordi di Sète           | 4 km      |

### Linea Bordeaux — Bayonne
| Data             | Tratta            | Lunghezza |
| ---------------- | ----------------- | --------- |
| 12 novembre 1854 | Lamothe — Dax     | 105 km    |
| 26 marzo 1855    | Dax — Bayonne     | 50 km     |
| 27 maggio 1855   | Pessac — Bordeaux | 6 km      |

### Linea Narbona — Perpignano
| Data             | Tratta                 | Lunghezza |
| ---------------- | ---------------------- | --------- |
| 20 febbraio 1858 | Narbona — Le Vernet    | 59 km     |
| 12 luglio 1858   | Le Vernet — Perpignano | 4 km      |